# Steyr AUG
Steyr AUG er en familie af automatrifler der først blev introduceret i 1977 af det østrigske firma Steyr Mannlicher.
AUG står for Armee-Universal-Gewehr (Hærens Universal Riffel). Oftest bruges betegnelsen Steyr AUG om den første model, der var et kompakt stormgevær med et iøjnefaldende futuristisk design i grønt kunstmateriale og med indbyggede optiske sigtemidler. Designet har siden hen affødt en mængde varianter, blandt andre en maskinpistol, en finskytteriffel, og et let maskingevær. Våbnet er i brug hos en mængde lande og organisationer og er militærets primære riffel i Østrig, Australien, New Zealand, Luxembourg, Irland og tidligere Malaysia.

## Design
AUG var en af de første virkelig kompakte rifler og bruger det såkaldte "bullpup"-princip, der gør den 25% kortere end andre rifler med tilsvarende løbslængder, uden at svække dens ydeevne.
De fleste versioner bliver leveret med et optisk sigte med 1.5x forstørrelse indbygget i bærehåndtaget. AUG betragtes normalt som et ergonomisk design. Våbnet er lige nemt at anvende for venstre- og højrehåndede, og bruger gennemsigtige plastikmagasiner, så soldaten kan se, hvor meget ammunition han har brugt.
Løbet er designet til at kunne skiftes relativt hurtigt, så der for eksempel kan skiftes fra en kortløbet karabinmodel til længere løb. Det er også muligt at omdanne våbnet til en maskinpistol. Nogle versioner, som det lette maskingevær AUG LMG, har større forskelle i forhold til den oprindelige version.
Et usædvanligt designtræk er, at skift mellem semiautomatisk og fuldautomatisk ildafgivelse sker på aftrækkeren. Trykkes aftrækkeren halvt ind, skydes der kun et skud af, trykkes den i bund, skydes der fuldautomatisk.